# Caridina trifasciata
Caridina trifasciata е вид десетоного от семейство Atyidae. Видът е уязвим и сериозно застрашен от изчезване.

## Разпространение и местообитание
Разпространен е в Китай (Гуандун) и Хонконг.
Обитава сладководни басейни и потоци.